# Eric Otogo-Castane
Eric Arnaud Otogo-Castane (* 13. April 1976) ist ein gabunischer Fußballschiedsrichter.
Ab 2011 war er FIFA-Schiedsrichter und leitete internationale Fußballspiele.
Otogo-Castane wurde als Schiedsrichter beim Afrika-Cup 2012 in Äquatorialguinea und Gabun, beim Afrika-Cup 2013 in Südafrika, beim Afrika-Cup 2015 in Äquatorialguinea, beim Afrika-Cup 2017 in Gabun sowie beim Afrika-Cup 2019 in Ägypten eingesetzt. Neben Gruppenspielen leitete er beim Afrika-Cup 2013 das Spiel um Platz 3 zwischen Mali und Ghana (3:1) sowie beim Afrika-Cup 2015 das Halbfinale zwischen Ghana und Äquatorialguinea (3:0), bei dem es zu schweren Ausschreitungen kam.